# 木下惠介
木下惠介（日语：木下 惠介，1912年12月5日—1998年12月30日）是一位日本電影導演，本名為木下正吉，出生於靜岡縣，與黑澤明、小林正樹、市川崑並稱為四騎士。

## 生平
木下惠介於1912年12月5日生於日本靜岡縣濱松市千歲町，家中經營一家食品店。他在幼年時即迷上電影。木下惠介於1930年靜岡縣立松工業商校畢業後已打算進片場工作，但因父母反對，木下惠介為此一度離家出走。他最後打動父母，同意讓他進入電影界。1933年，他加入了松竹蒲田攝影所的技術部，在大導演島津保次郎的《隔壁的八重妹》中擔任攝影助手，後來又在他的《家族會議》中任助理剪接，獲島津賞識，在36年轉到導演部，在他的《淺草之燈》、《朱與線》和《哥哥與妹妹》中任助理導演，島津對日常生活的細緻觀察和對演員的處理方法都深深地影響著木下惠介。1939年，他轉任師兄吉村公三郎的助理導演，協助後者拍成名作《暖流》，又為他的《五人的兄妹》編寫劇本。1940年木下惠介被召入伍到中國參軍，但翌年即因患肺積水返國復員。1943年，獲松竹的廠長城戶四郎提昇為導演，拍攝首作《熱鬧的港口》，改編自菊田一夫的同名作，描寫兩名騙子怎樣被愛情、愛國心和純真的人情所感化而擇善去惡。黑澤明同年也為東寶拍攝處女作《姿三四郎》，但當年的導演新人獎「山中貞雄賞」郤由木下惠介所奪。

## 導演
影評人舒明在他著作《日本電影風貌》中把木下惠介的導演生涯分為初、盛、中、晚四個時期。

### 第一期
由43年到51年《海的花火》止，九年間拍了十九部作品。這時期的木下，題材十分多樣化，有風趣喜劇，包括:《熱鬧的港口》（The Blossoming Port，Sakuragi no minato，1943年）、《小組乾杯》（Here's to the Girls，Ojosan kampai，1949）。社會諷刺劇，包括:《破鼓》（The Broken Drum，Yabure daiko，1948）、《卡門歸鄉》（Carmen Comes Home，Karumen kokyo ni kaeru，1951）。社會批判劇，包括:《大曾根家的早晨》、《破戒》。通俗愛情片，有《我心愛的姑娘》、《善魔》等。值得一提的，是《卡門歸鄉》是日本的第一部彩色電影。「這些電影都流露了木下惠介追求真善美的藝術氣質及人道主義精神。」

### 第二期
由1952年的《天真的卡門》開始，到《笛吹川》止，九年中拍了十七部作品。「這時期他除了繼承以前多樣化的創作風貌外，更在技巧上不斷創新，讓抒情調子發揮到頂點。」這期間的作品中堪稱傑作的有《天真的卡門》、《日本的悲劇》、《女子學園》、《二十四隻眼晴》、《卿如野菊花》、《楢山節考》、《笛吹川》等。其中《日本的悲劇》用新聞記錄片交替剪接來製造蒙太奇的手法、《女子學園》的迫人劇力和《二十四隻眼睛》的感動場面、《卿如野菊花》中「用朦朧的鏡頭和橢圓形的畫框」來處理回憶場面，以至《楢山節考》中電影化了的歌舞伎形式，和《笛吹川》中在黑白膠卷上加進點滴彩色的「水彩式」手法，都教人津津樂道、回味無窮。

### 第三期
第三期年份較長、程序也曲折，由1961年到1978年十八年之間只完成了八部影片，中間甚至沉默了八年，其中一個原因，是他在65年與一直合作無間的松竹意見不合，而離了這家他工作32年的片廠。不過，即使如此，1961年的《永遠的人》和64年的《香華》仍成績斐然，前者寫恨寫得淋漓盡致，更代表日本被提名奧斯卡最佳外語電影獎；後者改編自名女作家有吉佐和子的長篇小說，全長超過200分鐘，是同年最賣座的電影。這期間木下惠介在電視界卻非常成功。從64年至80年，他在電視台製作的《木下惠介劇場》和《二人世界》等都有十分高的收視率。

### 第四期
木下惠介的晚期作品，由1979年他重投松竹直到1998年逝世止。這期間他只拍了五部電影，力求表現，《衝動殺人，兒子啊》、《父啊!母啊!》和《遺留此在人間》都對社會、戰爭等問題流露出強烈的關注，胸襟廣博，悲天憫人。

## 評價
《電影旬報》於1986年邀請了四十位作家和影評人推選出松竹公司20部最佳作品，結果木下惠介的作品上榜最多，壓倒了小津安二郎。這說明了木下在日本本土享有極高的聲譽，日本人和不少影評人心目中甚至遠超黑澤明，而風格上他也與後者的男性化與豪壯不一樣，而傾向溫馴的、純真的女性化色彩，「一個陽剛雄渾之美，一得陰柔纖細之美」，可說是各有千秋。

## 作品
- 1988 Father 父親  Chichi
- 1986 Big Joys, Small Sorrows 新悲歡歲月 Shin Yorokobi mo Kanoshill mo Ikutoshitsuki
- 1983 Children of Nagasaki 遺留此人在人間  Kono Ko wo Nokoshite
- 1980 The Young Rebels 父啊! 母啊! Chichi yo, Haha yo!
- 1979 Oh, My son!衝動殺人，兒子啊!	Shodo Satsujin Musuko yo(a.k.a. Impulse Murder)
- 1976 Love and Separation in Sri Lanka斯里蘭卡的愛與別離 Sri Lanka no Ai to Wakare
- 1967 Lovely Flute and Drum 令人懷念的笛和鼓 Natsukashiki Fue ya Taiko
- 1964 The Scent of Incense 香華 Koge
- 1963 Sing, Young People!	歌唱罷，年輕人 Utae Wakodo-tachi
- 1963 Legend of a Duet to the Death 死鬥之傳說 Shito no Dendetsu
- 1962 This Year’s Love 今年之戀  Kotoshi no Koi
- 1962 Ballad of a Workman(a.k.a The Seasons We Walked Together) 二人漫步幾春秋 Futari de Aruku Ikushunju
- 1961 The Bitter Spirit (a.k.a Immortal Love) 永遠的人  Eien no Hito
- 1960 Spring Dreams 春夢 Haru no Yume
- 1960 The River Fuefuki 笛吹川 Fuefuki Gawa
- 1969 The Snow Flurry 風花   Kaza-hana
- 1969 Farewell to Spring 惜春鳥 Sekishuncho
- 1969 Thus Another Day 如此又一天  Kyo mo Mata Kakute Arinan
- 1958 The Ballad of Narayama 楢山節考 Narayama Bushi Ko
- 1958The Eternal Rainbow 永遠的天虹 Ten no Jiji
- 1957 The Light House(a.k.a. Years of Hoy and Sorrow) 悲歡的歲月 Yorokobi mo Kanashii mo Ikutoshitsuki
- 1957 Danger Stalks Near(a.k.a Candle in the Wind)風前的燈 Huzen no Tomoshibi
- 1956 Farewell to Dream (a.k.a Clouds at Twilight) 黃昏的雲 Yuyake-gumo
- 1956 A Rose on His Arm 太陽和薔薇 Taiyo to Bara
- 1955 The Tattered Wings (a.k.a Distant Clouds) 遠雲 Tooi Kumo
- 1955 My First Love Affair(a.k.a. You were like a Wild Chrysanthermum) 卿如野菊花 Nogiku no Gotoki Kimi Nariki
- 1954 The Garden of Women (a.k.a The Eternal Generation ) 女子學園 Onna no Song
- 1954 Twenty-Four Eyes 二十四隻眼晴  [永久] Nijushi no Hitomi
- 1953 Tragedy of Japan (a.k.a A Japanese Tragedy)日本的悲劇 Nippon no Higeki
- 1952 Carmen's Innocent Love Carmen 天真的卡門 Junjosu
- 1952 Good Devil 善魔 Zemma
- 1952 Carmen Comes Home 卡門歸鄉 Carmen Kokyo Kaeru
- 1952 A Record of Youth (a.k.a. Boyhood.)少年期 Shonen-ki
- 1952 Fireworks by the Ocean(a.k.a. Fireworks over the Sea)海之花火 Umi no Hanaki
- 1950 Wedding Ring(a.k.a. Engagement Ring)婚約指環 Konyaku Yubiwa
- 1949 Let’s Toast the young Lady 	小姐乾杯 Oiyo-san, Kanpai!
- 1949 The Yotsuya Ghost Story I & II 新釋四谷怪談心(前後編) Yotsuya Kaidan I & II
- 1949 Yorn Drum (a.k.a Broken Drum) 破鼓 Yabure Daiko
- 1948 The Lady(a.k.a. Woman) 女 Onna
- 1948 The Portrait 肖像 Shozo
- 1948 Apostasy 破戒 Hakai
- 1947 Marriage 結婚 Kekkon
- 1947 Phoenix 不死鳥 Fushicho
- 1946 Morning for the Osone大曾根家的早晨 Family Osone-ke no Asa
- 1946 The Girl I loved Waga 我心愛的姑娘 Koisesho Otome
- 1944 Jubilation Street 歡呼的街 Kanko no Machi
- 1944 The Army 陸軍 Rikugun
- 1943 Port of Flowers 熱鬧的港口 Hana Saku Minato
- 1943 The living Magoroku 活著的孫六 Ititeiru Magoroku

## 延伸閱讀
- 横堀幸司『木下恵介の遺言』（朝日新聞社、２０００年）
- 三国隆三『木下恵介伝　日本中を泣かせた映画監督』（展望社、1999年） ISBN 4885460174
- 長部日出雄『天才監督木下惠介』（新潮社、2005年） ISBN 410337408X

## 外部連結
- 木下恵介記念館
- 木下惠介在互联网电影资料库（IMDb）上的資料（英文）
- 日本映画データベース（页面存档备份，存于）
- 木下恵介記念館
- 木下恵介・映画の世界
- 浜松映画祭（页面存档备份，存于）
- 辻堂駅開設40周年記念誌に特別寄稿した文（页面存档备份，存于）
- 木下恵介のお墓